# Toulouse Street
Albums de The Doobie Brothers
The Doobie Brothers
(1971) The Captain and Me
(1973)
Singles
1. Listen to the Music
Sortie : 19 juillet 1972
2. Jesus Is Just Alright
Sortie : 15 novembre 1972

Toulouse Street est le deuxième album studio du groupe américain The Doobie Brothers, sorti le 1er juillet 1972 sous le label Warner Bros. Records.
C'est le premier album avec le nouveau bassiste Tiran Porter et le deuxième batteur Michael Hossack pour assister le batteur John Hartman, cela signifiait donc que le groupe avait maintenant leur son de double batteur caractéristique. Le titre de l'album fait référence à la rue Toulouse du Vieux carré français de La Nouvelle-Orléans. Les photos de la pochette ont été prises dans un ancien bordel de la rue Toulouse.
L'album contient le premier grand succès du groupe, Listen to the Music, single qui atteint notamment la 11e place du Billboard Hot 100 américain. Le deuxième single  de l'album, Jesus Is Just Alright, se classe à la 35e place du Billboard Hot 100.

## Liste des titres
| 1. | Listen to the Music      | Tom Johnston                | Tom Johnston, Pat Simmons | 4:44 |
| 2. | Rockin' Down the Highway | Johnston                    | Johnston                  | 3:18 |
| 3. | Mamaloi (en)             | Patrick Simmons             | Johnston                  | 2:28 |
| 4. | Toulouse Street          | Simmons                     | Simmons                   | 3:20 |
| 5. | Cotton Mouth             | James Seals, Darrell Crofts | Johnston                  | 3:44 |

| 6.  | Don't Start Me to Talkin' | Sonny Boy Williamson | Johnston | 2:41 |
| 7.  | Jesus Is Just Alright     | Arthur Reid Reynolds | Simmons  | 4:33 |
| 8.  | White Sun                 | Johnston             | Johnston | 2:28 |
| 9.  | Disciple                  | Johnston             | Johnston | 6:42 |
| 10. | Snake Man                 | Johnston             | Johnston | 1:35 |

## Personnel
les Doobie Brothers
- Tom Johnston – chant, chœurs, guitares acoustiques et électriques
- Patrick Simmons – chant, chœurs, guitares acoustiques et électriques, banjo sur Listen to the Music
- Tiran Porter – basse sauf sur Toulouse Street, chœurs
- John Hartman – batterie, percussions
- Michael Hossack – batterie, steel drum sur Listen to the Music

Personnel supplémentaire
- Bill Payne - piano sur Rockin' Down the Highway et Don't Start Me to Talkin', orgue Hammond sur Cotton Mouth et Jesus Is Just Alright
- Dave Shogren – basse et guitare acoustique sur Toulouse Street, chœurs sur White Sun
- Jerry Jumonville - saxophone ténor sur Cotton Mouth et Don't Start Me to Talkin'
- Jon Robert Smith - saxophone ténor sur Cotton Mouth et Don't Start Me to Talkin'
- Joe Lane Davis - saxophone baryton sur Cotton Mouth et Don't Start Me to Talkin'
- Sherman Marshall Cyr - trompette sur Cotton Mouth et Don't Start Me to Talkin'
- Ted Templeman – percussions supplémentaires
- non crédité – flûte sur Toulouse Street

Production
- Producteur : Ted Templeman
- Producteurs associés sur les pistes 4, 8 et 10 : Stephen Barncard et Marty Cohn
- Ingénieurs du son :  Stephen Barncard, Marty Cohn, Donn Landee
- Coordination de production : Benita Brazier
- Remastérisation : Lee Herschberg
- Conception : Barbara Casado, John Casado
- Photographie : Jill Magid, Michael Magid
- Direction artistique : Ed Thrasher
- Arrangeurs : Jerry Jumonville

## Classements et certifications

### Classements hebdomadaires
| Classement (1972-73)          | Meilleure position |
| ----------------------------- | ------------------ |
| Australie (Kent Music Report) | 57                 |
| Canada (RPM)                  | 24                 |
| États-Unis (Billboard 200)    | 21                 |
| Nouvelle-Zélande (RIANZ)      | 24                 |

### Certifications
| Région                                                                  | Certification | Ventes/Streams |
| ----------------------------------------------------------------------- | ------------- | -------------- |
| Australie (ARIA)                                                        | Or            | 20 000^        |
| ^Mise en rayon selon la certification xNon précisé par la certification |               |                |